# Ap bank fes '05
『ap bank fes '05』（エーピー・バンク・フェス ぜろご）は、Bank Band with Great Artists & Mr.Childrenの映像作品。2005年12月21日にトイズファクトリーよりDVDで発売された。

## 概要
2005年7月16 - 18日に静岡県つま恋にて開催されたap bank主催の野外音楽フェスティバル『ap bank fes '05』のライブ映像やドキュメンタリー映像を収録している。なお、この収益はap bankの活動費に充てられる。

## 出演アーティスト

### 全日
- Bank Band
  - 櫻井和寿 (Vocal & Guitar)
  - 小林武史 (Keyboards)
  - 亀田誠治 (Bass)
  - 山木秀夫 (Drums)
  - 小倉博和 (Guitar)
  - 山本拓夫 (Saxophone)
  - 四家卯大 (Cello)
- Mr.Children
- GAKU-MC
- Salyu
- 一青窈

### 7月16日
- 井上陽水
- Every Little Thing
- トータス松本

### 7月17日
- 佐野元春（シークレットゲスト）
- スガシカオ
- 中島美嘉
- ポルノグラフィティ

### 7月18日
- スキマスイッチ
- Chara
- 浜田省吾

## 収録内容

### DISC 1
1. Opening
舞台裏の映像。
2. プロポーズ / Bank Band
KANの楽曲のカバー。CD音源化はされていない。
3. ストレンジ カメレオン / Bank Band
the pillowsの楽曲のカバー。CD音源化はされていない。
曲中にメンバー紹介が行われる。
4. ハナミズキ / 一青窈
5. VALON-1 / Salyu
一青がコーラスで参加。
6. Documentary 1
小林武史・櫻井和寿のインタビューと舞台裏映像。
7. 情熱の薔薇 / Bank Band
THE BLUE HEARTSの楽曲のカバー。CD音源化はされていない。
Salyu・一青がコーラスで参加。
8. Documentary 2
小林・小倉博和・亀田誠治・櫻井のインタビューとリハーサル映像。
9. Water(s) / Every Little Thing
10. バンザイ 〜好きでよかった〜 / トータス松本
11. 氷の世界 / 井上陽水

- Extra track

1. ap bank dialogue 7/16
司会：GAKU-MC / 出演：小林武史・ハセベケン・羽仁カンタ (A SEED JAPAN)

### DISC 2
1. Documentary 3
小林・南兵衛@鈴木幸一（アースガーデン）・羽仁のインタビューとフードエリアの映像。
2. アゲハ蝶 / ポルノグラフィティ
3. FIND THE WAY / 中島美嘉
4. Documentary 4
小林・GAKU・一青のインタビューとフードエリアの映像。
5. 昨日のNo, 明日のYes / GAKU-MC
6. ストーリー / スガシカオ
7. Documentary 5
GAKU・一青のインタビューと舞台裏の映像。
8. Young Bloods / 佐野元春

- Extra track

1. ap bank dialogue 7/17
司会：GAKU-MC / 出演：大橋マキ・一青窈・藤岡亜美（スローウォーターカフェ）
2. GAKU-MC オーガニックフードエリア生中継

### DISC 3
1. Documentary 6
小林・櫻井のインタビューと舞台裏の映像。
2. 全力少年 / スキマスイッチ
3. Swallowtail Butterfly 〜あいのうた〜 / Chara
4. 家路 / 浜田省吾
5. HERO / Bank Band
3日目のみ演奏された。
途中、櫻井が感極まり歌えなくなる。この時のことについて櫻井は「『HERO』の歌詞の、『小さい頃に身ぶり手振りを真似てみせた』というところと、中学時代に浜田さんを好きで真似ていた自分と重なって。で、二番に明けたときに、『ただこうして繰り返していくことが嬉しい』という歌詞が、今度はスキマスイッチは、Mr.Childrenを好きで聴いてたわけで、そういう繋がりや繰り返しといったものも、音楽の中で、ああ、やってきた三日間なんだっていうことをすごく思ったんです」と振り返っている[2]。
6. 糸 / Bank Band
7. Documentary 7
櫻井のインタビューとMr.Childrenのリハーサルと舞台裏の映像。
8. いつでも微笑みを / Mr.Children
弾き語りで演奏。
9. Everything is made from a dream / Mr.Children
10. and I love you / Mr.Children
11. overture 〜 蘇生 / Mr.Children
12. CENTER OF UNIVERSE / Mr.Children
13. It's a wonderful world / Mr.Children
アウトロがアレンジされている。
14. Documentary 8
田中優・櫻井・小林のインタビュー映像。
15. to U / Bank Band with Great Artists & Mr.Children
各日の全出演者（井上・佐野・浜田除く）がステージに上がって歌唱した。映像は3日分のものが繋げられている。
16. Ending
観客へのインタビュー映像とエンドロール。BGMは「to U (Piano Version)」。

- Extra track

1. ap bank dialogue 7/18
司会：GAKU-MC / 出演：田中優・ハセベケン・平野義孝（トヨタ自動車）